# Diplaziopsidaceae
Diplaziopsidaceae X.C.Zhang & Christenh. è una famiglia di piante dell'ordine Polypodiales.

## Descrizione
Le Diplaziopsidaceae sono felci di medie o grandi dimensioni che crescono solitamente nelle foreste vicino ai corsi d'acqua. Presentano spessi rizomi da decumbenti a eretti. Le fronde sono pennate con pinnule intere, glabre. I sori sono allungati e disposti lungo le lunghe nervature vicino alla nervatura centrale e sono ricoperti da un indusio membranoso ugualmente allungato.

## Tassonomia
La famiglia comprende i seguenti generi:
- Diplaziopsis C.Chr.
- Homalosorus Small ex Pic.Serm.